# Patricio Galaz
Patricio Sebastián Galaz Sepúlveda (Santiago de Chile, 31 de diciembre de 1976) es un exfutbolista chileno que jugaba de delantero. 
Posee el récord de goles convertidos en una temporada de Primera División en Chile con 42 tantos en 2004.

## Trayectoria
Formado en Universidad Católica, fue cedido a préstamo a Regional Atacama (1996), Deportes Antofagasta (Clausura 1997) y Coquimbo Unido (1998). En el equipo cruzado formo parte del plantel campeón del Apertura 1997, sin embargo nunca se consolidó en el primer equipo, por lo que fue traspasado a Palestino, donde cumplió destacadas campañas que lo llevaron a Cobreloa por 4 años (2001-2004), en donde obtuvo sus mayores éxitos como jugador profesional en el equipo minero, destacando en aquel recordado plantel campeón de tres torneos de la era play offs, sin contrapesos a nivel nacional. 
Luego de su exitoso paso por Cobreloa, donde además se consagró como Mejor goleador mundial de Primera División según la IFFHS de 2004, con 42 goles en los torneos Apertura y Clausura, logró resonancia y la atención de varios clubes extranjeros.
Es así como fue transferido al fútbol mexicano, donde tuvo un regular rendimiento en el Atlante durante 2005 y 2006. En 2005 fue prestado a la Universidad de Chile para jugar Copa Libertadores donde anota 2 goles. En 2007 volvió a Chile, donde tuvo un pésimo paso por la Universidad de Chile, cumpliendo una pobre campaña.
En 2008 fue fichado por Millonarios de Colombia, pero posteriormente adujo que sus padres le habían solicitado no viajar al país cafetero, por los supuestos problemas de seguridad que allí se enfrentan a causa de los grupos guerrilleros, por lo que decidió incumplir su contrato y quedarse parado los próximos seis meses.
Desde fines de diciembre de 2020 hasta fines de 2021 fue director deportivo de Cobreloa.

## Selección nacional
A pesar de sus grandes campañas en clubes, en la selección chilena nunca se consolidó pues desde su debut en 2004 jugó 14 partidos y no convirtió goles; participó de la Copa América 2004 y de las Eliminatorias a la Copa del Mundo de Alemania 2006 sin éxito. En todo caso, con la Roja, destacó con su contundencia goleadora con la selección que quedó tercera en el Mundial Sub-17 de Japón (1993).    

### Participaciones en fases finales
| Torneo                           | Sede     | PJ | Resultado    |
| -------------------------------- | -------- | -- | ------------ |
| Mundial de Fútbol Sub-17 de 1993 | Japón    | 4  | Tercer lugar |
| Copa América 2004                | Perú     | 2  | Primera fase |
| Eliminatorias 2006               | Alemania | 6  | Eliminado    |

### Partidos internacionales
| Partidos internacionales | Partidos internacionales | Partidos internacionales                                | Partidos internacionales | Partidos internacionales | Partidos internacionales | Partidos internacionales | Partidos internacionales | Partidos internacionales      | Partidos internacionales |
| N.º                      | Fecha                    | Estadio                                                 | Local                    | Resultado                | Visitante                | Goles                    | DT                       | Competición                   |                          |
| ------------------------ | ------------------------ | ------------------------------------------------------- | ------------------------ | ------------------------ | ------------------------ | ------------------------ | ------------------------ | ----------------------------- | ------------------------ |
| 1                        | 30 de marzo de 2004      | Estadio Hernando Siles, La Paz, Bolivia                 | Bolivia                  | 0-2                      | Chile                    |                          | Juvenal Olmos            | Clasificatorias Alemania 2006 |                          |
| 2                        | 28 de abril de 2004      | Estadio Regional, Antofagasta, Chile                    | Chile                    | 1-1                      | Perú                     |                          | Juvenal Olmos            | Amistoso                      |                          |
| 3                        | 1 de junio de 2004       | Polideportivo de Pueblo Nuevo, San Cristóbal, Venezuela | Venezuela                | 0-1                      | Chile                    |                          | Juvenal Olmos            | Clasificatorias Alemania 2006 |                          |
| 4                        | 6 de junio de 2004       | Estadio Nacional, Santiago, Chile                       | Chile                    | 1-1                      | Brasil                   |                          | Juvenal Olmos            | Clasificatorias Alemania 2006 |                          |
| 5                        | 8 de julio de 2004       | Estadio Monumental de la UNSA, Arequipa, Perú           | Brasil                   | 1-0                      | Chile                    |                          | Juvenal Olmos            | Copa América 2004             |                          |
| 6                        | 11 de julio de 2004      | Estadio Monumental de la UNSA, Arequipa, Perú           | Paraguay                 | 1-1                      | Chile                    |                          | Juvenal Olmos            | Copa América 2004             |                          |
| 7                        | 10 de octubre de 2004    | Estadio Olímpico Atahualpa, Quito, Ecuador              | Ecuador                  | 2-0                      | Chile                    |                          | Juvenal Olmos            | Clasificatorias Alemania 2006 |                          |
| 8                        | 4 de junio de 2005       | Estadio Nacional, Santiago, Chile                       | Chile                    | 3-1                      | Bolivia                  |                          | Nelson Acosta            | Clasificatorias Alemania 2006 |                          |
| 9                        | 8 de junio de 2005       | Estadio Nacional, Santiago, Chile                       | Chile                    | 2-1                      | Venezuela                |                          | Nelson Acosta            | Clasificatorias Alemania 2006 |                          |
| 10                       | 17 de agosto de 2005     | Estadio Jorge Basadre, Tacna, Perú                      | Perú                     | 3-1                      | Chile                    |                          | Nelson Acosta            | Amistoso                      |                          |
| 11                       | 24 de mayo de 2006       | Lansdowne Road, Dublín, Irlanda                         | Irlanda                  | 0-1                      | Chile                    |                          | Nelson Acosta            | Amistoso                      |                          |
| 12                       | 30 de mayo de 2006       | Stade Jean Bouloumié, Vittel, Francia                   | Costa de Marfil          | 1-1                      | Chile                    |                          | Nelson Acosta            | Amistoso                      |                          |
| Total                    | Total                    | Total                                                   | Presencias               | 12                       | Goles                    | 0                        |                          |                               |                          |

| Selección chilena | Selección chilena | Selección chilena |
| Año               | Partidos          | Goles             |
| ----------------- | ----------------- | ----------------- |
| 2004              | 7                 | 0                 |
| 2005              | 3                 | 0                 |
| 2006              | 2                 | 0                 |
| Total             | 12                | 0                 |

## Clubes
| Club                            | País   | Año       |
| ------------------------------- | ------ | --------- |
| Universidad Católica            | Chile  | 1995-1998 |
| → Regional Atacama (cedido)     | Chile  | 1996      |
| → Deportes Antofagasta (cedido) | Chile  | 1997      |
| → Coquimbo Unido (cedido)       | Chile  | 1998      |
| Palestino                       | Chile  | 1999-2000 |
| Cobreloa                        | Chile  | 2001-2004 |
| Atlante                         | México | 2005-2006 |
| → Universidad de Chile (cedido) | Chile  | 2005      |
| Universidad de Chile            | Chile  | 2007      |
| Ñublense                        | Chile  | 2008      |
| Cobreloa                        | Chile  | 2010      |

## Palmarés

### Campeonatos nacionales
| Título           | Equipo                    | País  | Año    |
| ---------------- | ------------------------- | ----- | ------ |
| Copa Chile       | C.D. Universidad Católica | Chile | 1995   |
| Primera División | C.D. Universidad Católica | Chile | 1997-A |
| Primera División | C.D. Cobreloa             | Chile | 2003-A |
| Primera División | C.D. Cobreloa             | Chile | 2003-C |
| Primera División | C.D. Cobreloa             | Chile | 2004-C |

### Distinciones individuales
| Distinción                                                           | Año    |
| -------------------------------------------------------------------- | ------ |
| Máximo Goleador de la Primera División de Chile (23 goles)           | 2004-A |
| Máximo Goleador de la Primera División de Chile (19 goles)           | 2004-C |
| Mejor goleador mundial de Primera División según la IFFHS (42 goles) | 2004   |